# اچ‌ام‌اس سالاماندر (۱۸۳۲)
اچ‌ام‌اس سلاماندر (۱۸۳۲) (به انگلیسی: HMS Salamander (1832)) یک کشتی بود که طول آن ۱۷۵ فوت ۵ اینچ (۵۳٫۵ متر) بود. این کشتی در سال ۱۸۳۲ ساخته شد.